# Margaret Joy Cannon
Margaret Joy Herbert de Cannon (1928-2001) fue una botánica británica que ocupó los puestos de asistente directora en el Departamento de Botánica, del Museo de Historia Natural de Londres.
Estaba casada con su colega John Francis Michael Cannon (1930-2008).

## Algunas publicaciones

### Libros
- john f.m. Cannon, margaret j. Cannon, gretel dalby-Quenet. 1994. Dye plants and dyeing. Ilustró Gretel Dalby-Quenet. Edición ilustrada de Timber Press, 128 pp. ISBN 0881923028
- margaret j. Cannon, john f.m. Cannon. 1989. Central American Araliaceae: Precursory Study for the Flora Mesoamericana. Edición reimpresa de British Museum, Natural History, 61 pp.
- ----------------------, ---------------------. 1984. A Revision of the Morinaceae (Magnoliophyta-Dipsacales). Bull. of the British Museum 12 ( 1) (Natural History), 35 pp. ISBN 0565080008